# Segundo Gobierno Saavedra
El Segundo Gobierno Saavedra es la composición del gobierno de las Islas Canarias desde el 14 de junio de 1983, hasta el 24 de julio de 1985 durante la I legislatura del Parlamento de Canarias. Estuvo presidido por Jerónimo Saavedra.

## Historia
Las Elecciones al Parlamento de Canarias de 1983 se celebraron el 8 de mayo. En ellas el PSOE fue el partido más votado, y tras llegar a un acuerdo parlamentario con la Asamblea Majorera, Agrupación Gomera de Independientes y con la Agrupación Herreña Independiente, su candidato, Jerónimo Saavedra, fue investido primer presidente autonómico electo de Canarias.
El gobierno estuvo formado por 10 consejerías en total y 1 vicepresidencia.

## Composición

### Inicial
| Función                                                                 | Titular | Titular                     | Partido |
| ----------------------------------------------------------------------- | ------- | --------------------------- | ------- |
| Presidente del Gobierno                                                 |         | Jerónimo Saavedra Acevedo   | PSOE    |
| Vicepresidente                                                          |         | Juan Alberto Martín Martín  | PSOE    |
| Consejero de Administración Territorial y Desarrollo Autonómico         |         | Juan Alberto Martín Martín  | PSOE    |
| Consejero de Agricultura y Pesca                                        |         | Felipe Pérez Moreno         | PSOE    |
| Consejero de Cultura y Deportes                                         |         | Alfredo Herrera Piqué       | PSOE    |
| Consejero de Economía y Comercio                                        |         | Rafael Molina Petit         | PSOE    |
| Consejero de Educación                                                  |         | Luis Balbuena Castellano    | PSOE    |
| Consejero de Hacienda                                                   |         | Francisco Jiménez Suárez    | PSOE    |
| Consejero de Industria, Agua y Energía                                  |         | Nicolás Álvarez García      | PSOE    |
| Consejero de Obras Públicas, Ordenación del Territorio y Medio Ambiente |         | José Medina Jiménez         | PSOE    |
| Consejero de Trabajo, Sanidad y Seguridad Social                        |         | Alberto Guanche Marrero     | PSOE    |
| Consejera de Turismo y Transportes                                      |         | María Dolores Palliser Díaz | PSOE    |

### Reforma del 30 de marzo de 1985[5][6]
| Función                                                                 | Titular | Titular                     | Partido |
| ----------------------------------------------------------------------- | ------- | --------------------------- | ------- |
| Presidente del Gobierno                                                 |         | Jerónimo Saavedra Acevedo   | PSOE    |
| Vicepresidente                                                          |         | Juan Alberto Martín Martín  | PSOE    |
| Consejero de Industria, Energía y Medio Ambiente                        |         | Juan Alberto Martín Martín  | PSOE    |
| Consejero de la Presidencia                                             |         | Manuel Álvarez de la Rosa   | PSOE    |
| Consejero de Agricultura y Pesca                                        |         | Felipe Pérez Moreno         | PSOE    |
| Consejero de Cultura y Deportes                                         |         | Alfredo Herrera Piqué       | PSOE    |
| Consejero de Economía y Comercio                                        |         | Rafael Molina Petit         | PSOE    |
| Consejero de Educación                                                  |         | Luis Balbuena Castellano    | PSOE    |
| Consejero de Hacienda                                                   |         | Óscar Bergasa Perdomo       | PSOE    |
| Consejero de Obras Públicas, Ordenación del Territorio y Medio Ambiente |         | José Medina Jiménez         | PSOE    |
| Consejero de Trabajo, Sanidad y Seguridad Social                        |         | Alberto Guanche Marrero     | PSOE    |
| Consejera de Turismo y Transportes                                      |         | María Dolores Palliser Díaz | PSOE    |